# 札幌市エレクトロニクスセンター
札幌市エレクトロニクスセンター（英: SAPPORO ELECTRONICS CENTER）は、札幌市厚別区の札幌テクノパーク（第1テクノパーク）にある施設。

## 概要
「札幌テクノパーク」の中核的な施設であり、IT関連企業や食・バイオ関連企業などの研究開発を支援する公共施設としてレンタルオフィスや貸し会議室、一般利用が可能な食堂（レストラン）などを備えている。ICカードを利用した入退館システムにより、会議室の利用者や一般の来館者が往来する「パブリック・スペース」と入居企業の「セキュリティ・エリア」を完全に分離している。食・バイオ関連企業向けのウェット仕様のレンタルラボ（ウェットラボ）を整備しており、入居企業に対して補助金などの支援を行っているほか、札幌市内に開発拠点を新設する企業に対しては札幌市による企業誘致の支援制度（立地補助金など）を設けている。また、さっぽろ産業振興財団主催による各種支援や情報提供、技術研修会を開催している。

## 沿革
- 1986年（昭和61年）：「札幌市エレクトロニクスセンター」オープン。
- 2002年（平成14年）：デジタル工房が「札幌市デジタル創造プラザ」に移転[7]。
- 2004年（平成16年）：IT産業国際交流スペース開設[8]。
- 2006年（平成18年）：さっぽろ産業振興財団が指定管理者となる[9]。
- 2007年（平成19年）：札幌イノベーションセンター開設。
- 2014年（平成26年）：レンタルオフィスの一部を食・バイオ関連の研究施設「ウェットラボ」に改修。

## 施設
- 3F
  - 技術開発室（レンタルオフィス）
- 2F
  - 技術開発室（レンタルオフィス）
  - 会議室
  - 研修室（セミナールーム）
- 1F
  - 札幌イノベーションセンター
  - 共同研究サーバールーム
  - 国際交流スペース
  - 多目的ホール（ラウンジスペース）
  - ビジネス・コミュニケーション・スペース
  - 食堂（レストラン）
  - 事務室
- B1F
  - 講堂（体育館）
  - 貸倉庫（入居企業用）

## 入居企業
「入居企業のご紹介」参照
- ブレインソフト
- 東日本電信電話（NTT東日本）
- UNISON 札幌市IT振興普及推進協議会
- 古本買取通販ドットコム
- テクノラボ
- ワコー
- ジーエムラボ
- レゾロジック
- エクサネットHAL
- フーテックサービス
- イーベック

## アクセス・駐車場
- ジェイ・アール北海道バス空知線「テクノパーク」バス停下車
- 北海道中央バス白石営業所「テクノパーク入口」バス停から徒歩約3分
- 北海道旅客鉄道（JR北海道）新札幌駅・札幌市営地下鉄東西線新さっぽろ駅から車で約12分
- 駐車場：153台（うち来館者スペース30台）